# Black Osprey
Die Black Osprey war ein britisches Frachtschiff. Während des Zweiten Weltkrieges war sie Teil des Geleitzuges HX 107. Sie wurde während des Ersten Weltkrieges als West Arrow in Dienst gestellt.

## Geschichte
Das US-amerikanische United States Shipping Board gab die West Arrow Anfang 1917 bei der Werft Skinner & Eddy in Seattle in Auftrag. Am 19. Januar 1918 wurde sie vom Stapel gelassen und am 26. Februar in Dienst gestellt. Im Jahre 1935 wurde sie in Black Osprey umbenannt und 1940 vom britischen Ministry of Shipping übernommen. Am 18. Februar war sie Teil des Geleitzuges HX 107 im Nordatlantik und hatte 4500 t Stahl sowie Zugmaschinen geladen. Als sie dem Geleitzug etwas nachhing, traf sie ein Torpedo des deutschen U-Boots U 96 unter dem Kommandanten Heinrich Lehmann-Willenbrock. Aufgrund dessen sank die Black Osprey unter Verlust von 25 der 36 Crewmitglieder (Lage).